# حي المعاقلة
حي المعاقلة حي يقع في الشمال الغربي من مدينة سكاكا في السعودية.